# Spiritbox
A kanadai Spiritbox metalzenekart 2016-ban alapította Mike Stringer gitáros és Courtney LaPlante énekesnő, miután kiléptek az amerikai Iwrestledabearonce együttesből. Az 1990-es évek alternatív metal zenéjét elektronikus zenei elemekkel és más metalstílusokkal vegyítő Spiritbox bemutatkozó anyaga 2017-ben jelent meg. A következő években több klipes dalt mutattak be, melyek egyre nagyobb nézettséget produkáltak. Eternal Blue című első nagylemezük 2021-ben készült el és rendre felkerült a nemzetközi lemezeladási listákra. Az amerikai Billboard 200-as listán a 13. helyen nyitott az album.
A 2023 novemberében megjelent The Fear of Fear EP-n szereplő Jaded című dalt 2024-ben Grammy-díjra jelölték a Best Metal Performance kategóriában.

## Tagok
Jelenlegi felállás
- Courtney LaPlante – ének (2016–napjainkig)
- Mike Stringer – gitár (2016–napjainkig); dobok (2016–2018); basszusgitár (2016–2018, 2022–2023)
- Zev Rosenberg – dobok (2020–napjainkig)
- Josh Gilbert – basszusgitár (2023–napjainkig; touring 2022–2023)

Korábbi tagok
- Ryan Loerke – dobok (2018–2020)
- Bill Crook – basszusgitár (2018–2022)

Kisegítő zenészek
- Mikey Montgomery – dobok (2017)

## Diszkográfia
- Spiritbox (EP, 2017)
- Eternal Blue (2021)
- Rotoscope (EP, 2022)
- The Fear of Fear (EP, 2023)